# Jaanika
Jaanika – wieś w Estonii, w prowincji Harju, w gminie Nissi.
W miejscowości jest przystanek kolejowy Jaanika.